# Janusz Jankowski
Janusz Jankowski (ur. ?, zm. 5 października 2023) – polski prawnik, profesor nauk prawnych, nauczyciel akademicki
Uniwersytetu Łódzkiego, specjalista w zakresie postępowania cywilnego.

## Życiorys
Studia prawnicze na Wydziale Prawa i Administracji Uniwersytetu Łódzkiego ukończył w 1970 r. W tym samym roku rozpoczął pracę jako pracownik naukowy w Katedrze Postępowania Cywilnego.
W 1992 na podstawie dorobku naukowego oraz rozprawy pt. Uczestnicy sądowego postępowania egzekucyjnego uzyskał na Wydziale Prawa i Administracji Uniwersytetu Łódzkiego stopień doktora habilitowanego nauk prawnych w zakresie prawa, specjalność: prawo cywilne. W 1999 prezydent RP Aleksander Kwaśniewski nadał mu tytuł naukowy profesora nauk prawnych.
Został profesorem zwyczajnym Uniwersytetu Łódzkiego na Wydziale Prawa i Administracji w Katedrze Postępowania Cywilnego I i kierownikiem tej katedry.